# Банберійська слойка
Банберійська слойка (англ. Banbury cake) — англійська випічка овальної форми, зазвичай з коринкою. З середини 1800-х років банберійські слойки були більше схожі на еклські слойки, але раніше їх версії сильно відрізняються від сучасної випічки. Крім родзинок, начинка зазвичай включає цедру, коричневий цукор, ром і мускатний горіх. Традиційно їх подають до пообіднього чаю.
Банберійські слойки, що колись виробляли і продавали виключно в Банбері, виробляли за секретними рецептами з 1586 року і досі виробляють там, хоча і не в такій кількості. Слойки колись відправляли навіть до Австралії, Ост-Індії та Америки, зазвичай у плетених кошиках місцевого виробництва. Їх продавали в закусочних на вокзалах в Англії. Банберійські слойки вперше були приготовлені Едвардом Велчманом, магазин якого знаходився на Парсонс-стріт. Рецепти були опубліковані Джервасом Маркемом  (в The English Huswife (1615), с. 75-76) та інших книгах протягом XVII сторіччя. Ці рецепти зазвичай дуже відрізняються від сучасних слойок; пізніші рецепти більше схожі на тарт або трикутний пиріжок з начинкою , ніж на слойки. Рецепт єлизаветинських часів включає смакові добавки, такі як мускус і рожеву воду, які зазвичай не використовують в сучасному приготуванні.
Королева Вікторія отримувала банберійські слойки щосерпня під час її подорожі з Осборн-хауса в замок Балморал.